# ماسیمیلیانو اسپوزیتو
ماسیمیلیانو اسپوزیتو (انگلیسی: Massimiliano Esposito؛ زادهٔ ۲۷ مهٔ ۱۹۷۲) بازیکن فوتبال اهل ایتالیا است.
از باشگاه‌هایی که در آن بازی کرده‌است می‌توان به باشگاه فوتبال هلاس ورونا، باشگاه فوتبال پروجا، باشگاه ورزشی لاتزیو، باشگاه فوتبال کیه‌وو ورونا، باشگاه فوتبال برشا، باشگاه فوتبال ونتزیا، باشگاه فوتبال تریستیانا، باشگاه فوتبال رجانا، باشگاه فوتبال ناپولی، و باشگاه فوتبال ترنانا اشاره کرد.